# Korg Trinity
Korg Trinity – seria stacji roboczych japońskiej firmy Korg. Produkowana od 1995 roku, zastąpiona w 1999 przez serię Triton.

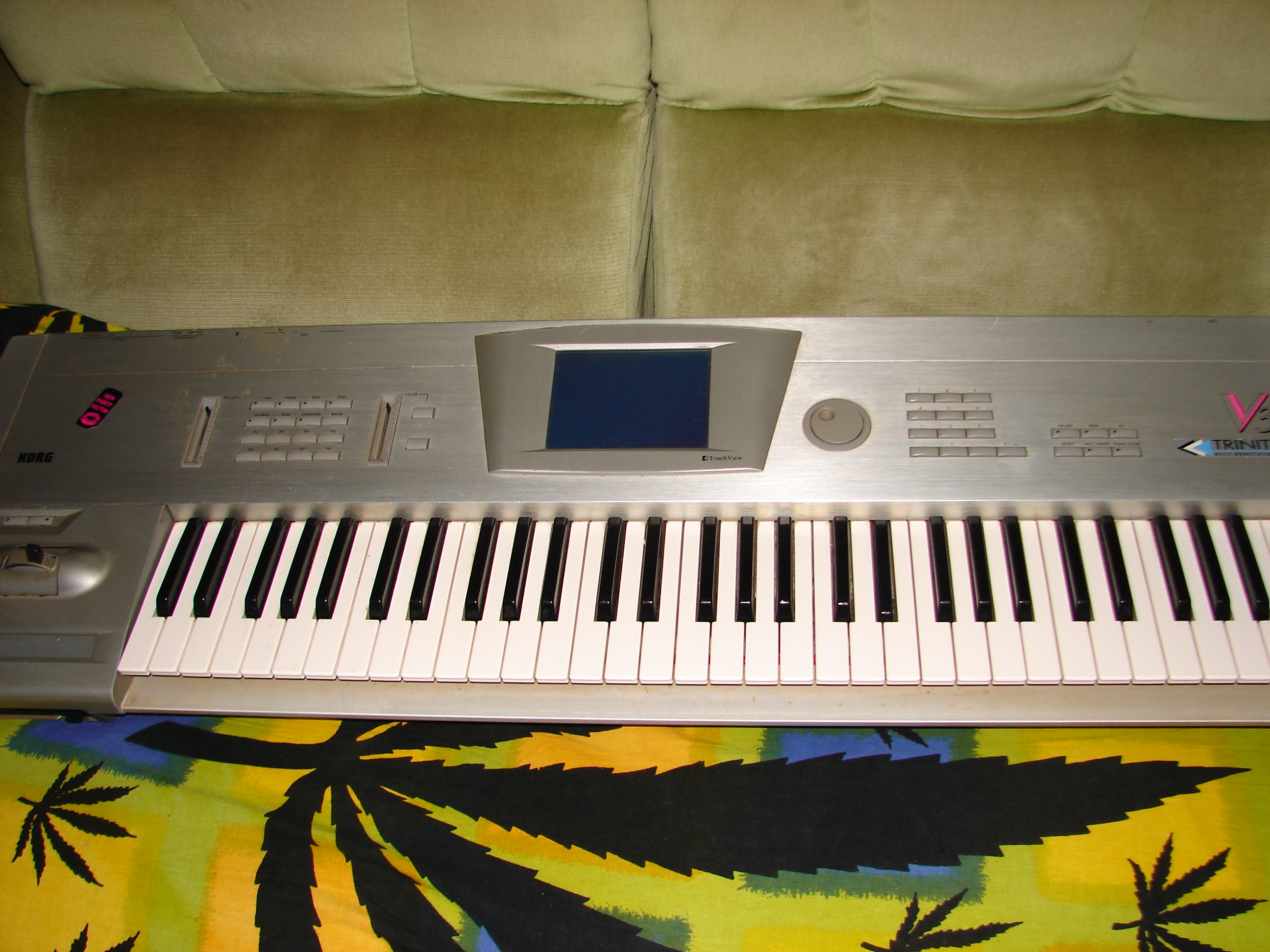
Korg Trinity w wersji V3

Trinity, jako jeden z pierwszych syntezatorów posiadał duży, dotykowy wyświetlacz ciekłokrystaliczny o rozdzielczości 320x240 pikseli. Trinity oferował 312 brzmień (program+combinations), bazował na syntezie ACCESS. Sekwencer serii Trinity mógł zapisać do 80 000 nut. Instrument ten posiadał 114 efektów. Trinity wyposażony został w następujące kontolery: Ribbon i joystick zastępujący Pitch Bend i Modulation.

## Modele i wersje
- Trinity – 61 klawiszy
- Trinity Pro – 76 klawiszy
- Trinity Pro X – 88 klawiszy
- Trinity Rack – moduł brzmieniowy

Dostępna była też wersja oznacznona jako Trinity V3 – nowy system w wersji 3.00 i rozszerzenie MOSS-TRI montowane fabrycznie.

## Znani użytkownicy
- Greg Phillinganes
- David Bowie
- Mike Oldfield
- Deep Forest
- John Paul Jones
- Scissor Sisters
- Tony Banks
- Antiloop
- Duran Duran
- Tuomas Holopainen
- Faithless
- Derek Sherinian
- William Orbit
- Yes
- Mansun
- Yesterdays
- Spocks Beard
- Max Martin